# Kudrine, Bahciîsarai
Kudrine (în ucraineană Кудріне) este un sat în comuna Verhoricicea din raionul Bahciîsarai, Republica Autonomă Crimeea, Ucraina.

## Demografie
Componența lingvistică a localității Kudrine
     Rusă (66,84%)
     Tătară crimeeană (29,08%)
     Ucraineană (3,57%)
     Alte limbi (0,51%)
Conform recensământului din 2001, majoritatea populației localității Kudrine era vorbitoare de rusă (66,84%), existând în minoritate și vorbitori de tătară crimeeană (29,08%) și ucraineană (3,57%).